# P’yŏnyang Ŏngi
P’yŏnyang Ŏngi (ur. 1581, zm. 1644) – koreański mistrz sŏn, uczeń Sŏsana Taesy.

## Życiorys
P’yŏnyang został sierotą we wczesnym dzieciństwie w czasie japońskiej inwazji na Koreę (1592), gdy miał 11 lat. Udał się wtedy do Gór Diamentowych i jako żebrak chodził od jednego klasztoru sŏn do drugiego. W końcu został mnichem w klasztorze Pyohun i zaczął studiować sutry do czasu, gdy osiągnął wiek 18 lat.
Następnie został uczniem Sŏsana w klasztorze Mahayon. Prawdopodobnie w czasie ostatnich 2 lat życia swojego mistrza osiągnął oświecenie i otrzymał przekaz Dharmy.
W ustnej tradycji koreańskiej zachował się opis momentu jego iluminacji.
Pewnego dnia, gdy wrócił bardzo późno do klasztoru, Sŏsan spytał go, gdzie przebywał. P’yŏnyang odparł, że wspiął się na szczyt Piro aby zebrać grzyby, i dlatego tak późno powrócił. Mistrz spytał go, czy widział na szczycie jakiegoś lwa górskiego. P’yŏnyang nic nie odpowiedział, tylko zaryczał nagle głośno, rzucił się na nauczyciela i ugryzł go. Sŏsan natychmiast złapał swój kij zen i zamierzył się na ucznia. Jednak P’yŏnyang szybko odskoczył i stanął w pobliżu. Sŏsan zaśmiał się i powiedział: "Wspaniale, wspaniale! Dzisiaj zostałem pobity!" Następnego dnia mistrz zebrał swoich uczniów w budynku nauki i powiedział: "Na Diamentowej Górze jest dziki górski lew. Bądźcie wszyscy czujni, gdyż zostaniecie przez niego zaatakowani. Już wczoraj zostałem przez niego pogryziony!" Następnie uderzył swoim kijem kilkakrotnie w podwyższenie i wyszedł z sali. Później wezwał P’yŏnyanga do swojego pokoju i przekazał mu Dharmę.
Po śmierci nauczyciela P’yŏnyang opuścił klasztor i wędrował po kraju. Prowadził całkowicie wolne życie; porzucił nawet swoje mnisie szaty. Był żebrakiem, pasterzem owiec, woziwodą, sprzedawcą węgla drzewnego i w ogóle imał się różnych innych niezwykłych jak na mnicha zajęć. Jednak gdziekolwiek się tylko pojawił nauczał sŏnu zarówno swoim zachowaniem jak i słowami.
Po okresie wędrówek osiadł w swoim klasztorze w Górach Diamentowych.

## Linia przekazu Dharmy zen
Pierwsza liczba to kolejność pokoleń od Mahakaśjapy. (1)
Druga liczba, to pokolenie od 1 Patriarchy Chin – Bodhidharmy (28/1)
Trzecia liczba, to pokolenia mistrzów koreańskich.
- 63/36/7 Sŏsan Taesa (1520–1604)
  - 64/37/8 P’yŏnyang Ŏngi (1581–1644)
    - 65/38/9 P’ungdam Uidam (Pungjung Hŏnsim, P’ungdam Ŭisim) (1592–1665)
      - 66/39/10 Sangbong Chŏngwon (1627–1709)
        - 67/40/11 ?
          - 68/41/12 ?
            - 69/42/13 ?
              - 70/43/14 Uich’ŏm Inak (1746–1796)

      - 66/39/10 Woljŏ Doan (1638–1715)
        - 67/40/11 Ch’ubung (bd)
        - 67/40/11 Ch’ŏho (bd)
        - 67/40/11 Suil (bd)

      - 66/39/10 Wŏldam Sŏlje (bd)
        - 67/40/11 Hwansŏng Chian (1664–1729)
          - 68/41/12 Hamwol Haewon (1691–1770)
          - 68/41/12 Ch’wijin Ch'’ŏrim (bd)
          - 68/41/12 Yongam Chŭngsuk(bd)
          - 68/41/12 Hoam Chejŏng (bd)
            - 69/42/13 Yŏndam Yu'’il (1720–1799)
              - 70/43/14. Taeŭn Nang'o (1780–1841)
              - 70/43/14. Paengnyŏn Toyŏn (1737–1807)
                -                   - 71/44/15. Wanho Yunu (1758–1826)
                    - 72/45/16. Ch’oŭi Ŭisun (1786–1866)
                      - 73/46/17. Sŏn’gi
                      - 73/46/17. Pŏmin

            - 69/42/13 Sŏlpa Sang'ŏn (1710–1791)
              - 70/43/14 Kye’un Honghwal (bd)
              - 70/43/14 Yong’ak Sŏngni (bd)
              - 70/43/14 Paekp’a Kŭngsŏn (1767–1852)
                - 71/44/15 Ch’immyŏng Hansŏng (1801–1876)
                - 71/44/15 Tobong Chŏnggwan (bd)
                - 71/44/15 Sŏldu Yuhyŏng (1824–1889)

            - 69/42/13 Chŏngbong Kŏan (bd)
              - 70/43/14 Yulbong Chŏngwa (bd)
                - 71/44/15 Kŭmhŏ Pŏpjŏm (bd)
                  - 72/45/16 Yŭngam Pongyu (Yongam Hyeŏn)(bd)
                    - 73/46/17 Yŏnwŏl Pongyul (bd)
                      - 74/47/18 Manhwa Posŏn (bd)
                        - 75/48/19 Kyŏnghŏ Sŏngu (1849–1912)
                          - 76/49/20 Yongsong (1864–1940)
                          - 76/49/20 Suwŏl (1855–1928)
                          - 76/49/20 Hyewŏl Haemyong (1861–1937)
                            - 77/50/21 Unbong Sŏngsu (bd)
                              - 78/51/22 Hyanggok Hyerim (bd)
                                - 79/52/23 Chinje Pŏpwon (ur. 1934) obecny Patriarcha zakonu chogye

                          - 76/49/20 Mangong Wŏlmyŏn (1872–1945)
                          - 76/49/20 Hanam Chungwŏn (1876–1951)